# Divisió administrativa autònoma

Estats amb com a mínim una regió definida com a "autònoma" per la llei

Una divisió administrativa autònoma és una divisió administrativa d'un país que tenen un grau d'autonomia jurídica, o de llibertat respecte a una autoritat externa.
Posteriorment, diverses organitzacions internacionals com la Lliga de les Nacions, les Nacions Unides o el Consell d'Europa han establert convencions internacionals per protegir les diverses tipus de minories. El Consell d'Europa, per exemple, està demanant als seus signants a una convenció d'aquest tipus que presentin informes anuals que es debaten en presència de representants d'altres estats i minories interessades.

## Llista de divisions administratives autònomes per país
| Designació           | Divisió                                                    | Estat                                                      | Notes |
| -------------------- | ---------------------------------------------------------- | ---------------------------------------------------------- | --- |
| Territori            | Azad Kashmir                                               | Pakistan                                                   | Azad Kashmir i Gilgit-Baltistan són territoris autogovernants associats amb el Pakistan, però no han estat annexionats formalment al Pakistan ja que el conflicte del Kashmir encara no s'ha resolt. Reclamat per l'Índia. |
| Territori            | Gilgit-Baltistan                                           | Pakistan                                                   | Azad Kashmir i Gilgit-Baltistan són territoris autogovernants associats amb el Pakistan, però no han estat annexionats formalment al Pakistan ja que el conflicte del Kashmir encara no s'ha resolt. Reclamat per l'Índia. |
| Territori            | - Illes Fèroe - Groenlàndia                                | Dinamarca                                                  | Els dos territoris del regne de Dinamarca, de les illes Fèroe i de Groenlàndia, cadascuna té una legislatura decaiguda elegida, que té la capacitat de legislar en matèries desvolucionades. El Parlament de Dinamarca conserva la sobirania (Dinamarca és un estat unitari) i legislà en qüestions que no estan desvolucionades, a més de tenir la capacitat de legislar en les àrees que es devolucionen (això normalment no es produeix sense l'acord de la legislatura descartada).                                                            |
| Bandera              | Oroqen                                                     | Xina                                                       | En efecte, aquests són comtats autònoms. |
| Bandera              | Evenk                                                      | Xina                                                       | En efecte, aquests són comtats autònoms. |
| Bandera              | Morin Dawa Daur                                            | Xina                                                       | En efecte, aquests són comtats autònoms. |
| Ciutat               | Buenos Aires                                               | Argentina                                                  | Buenos Aires is the capital and largest city of Argentina |
| Ciutat               | Ceuta                                                      | Espanya                                                    | Les ciutats autònomes d'Espanya són dos enclavaments situats a la costa nord del nord d'Àfrica envoltades pel Marroc, separades de la península Ibèrica per l'estret de Gibraltar. |
| Ciutat               | Melilla                                                    | Espanya                                                    | Les ciutats autònomes d'Espanya són dos enclavaments situats a la costa nord del nord d'Àfrica envoltades pel Marroc, separades de la península Ibèrica per l'estret de Gibraltar. |
| Ciutat               | Taixkent                                                   | Uzbekistan                                                 | Tashkent és la capital de l'Uzbekistan |
| Comuna               | Bangui                                                     | República Centreafricana                                   | Bangui és la capital i la ciutat amb més població de la República Centreafricana. |
| Comunitat            | Hi ha 17 comunitats autònomes d'Espanya                    | Hi ha 17 comunitats autònomes d'Espanya                    | Hi ha 17 comunitats autònomes d'Espanya |
| País                 | - Irlanda del Nord - Escòcia - Gal·les                     | Regne Unit                                                 | Tres dels quatre països constituents del Regne Unit, és a dir, Escòcia, Gal·les i Irlanda del Nord, cadascun tenen una legislatura delegada elegida que té la capacitat de legislar en matèries desvolucionades. El Parlament del Regne Unit conserva la sobirania (el Regne Unit és un estat unitari) i legislarà en qüestions que no estan desvolucionades, a més de tenir la capacitat de legislar en les àrees que es devolucionen (això normalment no es produeix, per convenció constitucional, sense l'acord de la legislatura desfullada). |
| Comptat              | Hi ha 117 comtats autònoms de la República Popular Xina    | Hi ha 117 comtats autònoms de la República Popular Xina    | Hi ha 117 comtats autònoms de la República Popular Xina |
| Consell de districte | Hi ha 25 divisions administratives autonòmiques a l'Índia. | Índia                                                      | Els consells de districte autònom són antics segons les disposicions de la sisena llista de la Constitució de l'Índia |
| Illa                 | Tobago                                                     | Trinitat i Tobago                                          | La Cambra d'Assemblea de Tobago és una legislatura autònoma que és responsable de l'illa de Tobago. |
| Okrug                | Hi ha 6 ókrugs autònoms de Rússia                          | Hi ha 6 ókrugs autònoms de Rússia                          | Hi ha 6 ókrugs autònoms de Rússia |
| Oblast               | Oblast Autònom Jueu                                        | Rússia                                                     | |
| Prefectura           | Hi ha 30 prefectures autònomes a la República Popular Xina | Hi ha 30 prefectures autònomes a la República Popular Xina | Hi ha 30 prefectures autònomes a la República Popular Xina |
| Província            | Jeju                                                       | República de Corea                                         | |
| Província            | Kosovo i Metohija                                          | Reclamat per: Sèrbia                                       | El 2008, la República de Kosovo va declarar la seva independència. Si bé Sèrbia no ha reconegut formalment la independència de Kosovo i continua disposant d'un aparell administratiu per a la província autònoma, la seva independència és reconeguda per 112 estats membres de l'ONU. |
| Província            | Kosovo i Metohija                                          | Controlat per: Kosovo                                      | El 2008, la República de Kosovo va declarar la seva independència. Si bé Sèrbia no ha reconegut formalment la independència de Kosovo i continua disposant d'un aparell administratiu per a la província autònoma, la seva independència és reconeguda per 112 estats membres de l'ONU. |
| Província            | Tirol del Sud                                              | Itàlia                                                     | |
| Província            | Trentino                                                   | Itàlia                                                     | |
| Província            | Vojvodina                                                  | Sèrbia                                                     | |
| Província            | Aceh                                                       | Indonèsia                                                  | |
| Província            | Papua                                                      | Indonèsia                                                  | |
| Província            | West Papua                                                 | Indonèsia                                                  | |
| Província            | Yogyakarta                                                 | Indonèsia                                                  | |
| Província            | - Malampa - Penama - Sanma - Shefa - Tafea - Torba         | Vanuatu                                                    | Les províncies de Vanuatu són unitats autònomes amb parlaments locals elegits popularment. |
| Regió                | Åland                                                      | Finlàndia                                                  | |
| Regió                | Vall d'Aosta                                               | Itàlia                                                     | |
| Regió                | Açores                                                     | Portugal                                                   | |
| Regió                | Bougainville                                               | Papua Nova Guinea                                          | |
| Regió                | Friül-Venècia Júlia                                        | Itàlia                                                     | |
| Regió                | Guangxi                                                    | Xina                                                       | |
| Regió                | Hong Kong Macau                                            | Xina                                                       | |
| Regió                | Reserva de Hopi                                            | Estats Units                                               | |
| Regió                | Nació Cherokee                                             | Estats Units                                               | |
| Regió                | Nació Choctaw                                              | Estats Units                                               | |
| Regió                | Oglala Lakota de la reserva índia de Pine Ridge            | Estats Units                                               | |
| Regió                | Mongòlia Interior                                          | Xina                                                       | |
| Regió                | Kurdistan Iraquià                                          | Iraq                                                       | El Kurdistan iraquià és l'única regió que ha obtingut el reconeixement oficial internacionalment com a entitat regional autònoma. |
| Regió                | Puntland                                                   | Somàlia                                                    | El territori de Puntland és l'única regió autònoma de Somàlia. |
| Regió                | Madeira                                                    | Portugal                                                   | |
| Regió                | Bangsamoro                                                 | Filipines                                                  | |
| Regió                | Atos                                                       | Grècia                                                     | |
| Regió                | Nació Navajo                                               | Estats Units                                               | |
| Regió                | Ningxia                                                    | Xina                                                       | |
| Regió                | Nació Nisga'a                                              | Canadà                                                     | |
| Regió                | Nunatsiavut                                                | Canadà                                                     | |
| Regió                | RAAN                                                       | Nicaragua                                                  | |
| Regió                | RAAS                                                       | Nicaragua                                                  | |
| Regió                | Rodrigues                                                  | Maurici                                                    | |
| Regió                | Rojava                                                     | Síria                                                      | |
| Regió                | Sardenya                                                   | Itàlia                                                     | |
| Regió                | Sicília                                                    | Itàlia                                                     | |
| Regió                | Tibet                                                      | Xina                                                       | |
| Regió                | Dogrib                                                     | Canadà                                                     | |
| Regió                | Xinjiang                                                   | Xina                                                       | |
| Regió                | Zanzíbar                                                   | Tanzània                                                   | |
| República            | Nakhchivan                                                 | Azerbaijan                                                 | |
| República            | Adjara                                                     | Geòrgia                                                    | |
| República            | Abkhazia                                                   | Reclamat per: Geòrgia                                      | El 1999, la República d'Abkhazia va declarar la seva independència de Geòrgia després de la guerra de 1992 a 1993. Geòrgia i la majoria dels estats membres dels EUA no han reconegut la independència d'Abkhàzia i encara tenen un aparell administratiu per a la República Autònoma; Rússia i tres estats membres de l'ONU. |
| República            | Abkhazia                                                   | Controlat per: Abkhazia                                    | El 1999, la República d'Abkhazia va declarar la seva independència de Geòrgia després de la guerra de 1992 a 1993. Geòrgia i la majoria dels estats membres dels EUA no han reconegut la independència d'Abkhàzia i encara tenen un aparell administratiu per a la República Autònoma; Rússia i tres estats membres de l'ONU. |
| República            | Gorno-Badakhshan                                           | Tajikistan                                                 | |
| República            | Crimea                                                     | Reclamat per: Ucraïna                                      | |
| República            | Crimea                                                     | Controlat per: Rússia                                      | |
| República            | Karakalpakstan                                             | Uzbekistan                                                 | |
| Sector               | Bissau                                                     | Guinea-Bissau                                              | |
| Unitat territorial   | Gagaúsia                                                   | Moldàvia                                                   | |
| Unitat territorial   | Transnistria                                               | Reclamat per: Moldàvia                                     | El 1990, la República Moldàvia Pridnestroviana va declarar la seva independència de la Unió Soviètica. Si bé Moldàvia no ha reconegut formalment la independència de Transnistria i encara disposa d'un aparell administratiu per a la província autònoma, la seva independència és reconeguda per altres 3 estats no membres de l'ONU. |
| Unitat territorial   | Transnistria                                               | Controlat per: Transnistria                                | El 1990, la República Moldàvia Pridnestroviana va declarar la seva independència de la Unió Soviètica. Si bé Moldàvia no ha reconegut formalment la independència de Transnistria i encara disposa d'un aparell administratiu per a la província autònoma, la seva independència és reconeguda per altres 3 estats no membres de l'ONU. |
| Entitat              | - Republika Srpska - Federació de Bòsnia i Herzegovina     | Bòsnia i Herzegovina                                       | |

Altres regions autònomes inclouen, Somalilàndia, Puntland, Jubaland, Somàlia controlada a Etiòpia, Països Baixos (part del Regne dels Països Baixos), Aruba (Regne dels Països Baixos), Curaçao (Regne dels Països Baixos) i Sint Maarten (Regne dels Països Baixos).